# 市木村 (愛知県)
市木村（いちぎむら）は、愛知県西加茂郡にあった村。現在の豊田市の一部にあたる。

## 地理
矢作川支流・市木川の中流域に位置していた。

## 歴史
- 1889年（明治22年）10月1日、町村制の施行により、西加茂郡市木村が単独で村制施行し、市木村が発足[1][2]。大字は編成せず[2]。渋川村、上野山村と組合村を結成[2]。組合村役場を上野山村に設置[3]。
- 1895年（明治28年）養蚕組合共進社設立[2]
- 1906年（明治39年）7月1日、西加茂郡益富村、野見村、寺部村、渋川村、上野山村、平井村、四谷村（一部）と合併し、高橋村を新設して廃止された[1][2]。合併後、高橋村市木となる[2]。

### 地名の由来
往古イチイの大木があったことから。

## 産業
- 農業、養蚕[2]